# De tornada a casa
De tornada a casa (títol original en anglès, Home Again) és una pel·lícula de comèdia romàntica estatunidenca del 2017 escrita i dirigida per Hallie Meyers-Shyer, en el seu debut com a directora. És protagonitzada per Reese Witherspoon, Nat Wolff, Jon Rudnitsky, Pico Alexander, Michael Sheen i Candice Bergen, i segueix una mare soltera de 40 anys que permet que tres joves aspirants a cineastes visquin amb ella a casa seva a Los Angeles. La pel·lícula es va estrenar el 8 de setembre de 2017 a càrrec d'Open Road Films i va recaptar 37 milions de dòlars a tot el món. S'ha doblat al català central, i també al valencià per a À Punt.